# Alexander von Pape
Pour les articles homonymes, voir Pape (homonymie).
Alexandre August Wilhelm von Pape (né le 2 février 1813 à Berlin et mort le 7 mai 1895 dans la même ville) est un colonel général prussien, gouverneur de Berlin et commandant en chef des Marches.

## Biographie

### Origine
Alexander est le fils de Wilhelm von Pape (1771-1860), administrateur de l'arrondissement de Königsberg-en-Nouvelle-Marche (de) et seigneur de Braunsfelde (arrondissement de Friedeberg-en-Nouvelle-Marche), et sa femme Wilhelmine, née baronne von Röppert (1774-1857). Son frère Wilhelm von Pape (de) (1808-1885) entame également une carrière militaire, qu'il termine comme lieutenant général.

### Carrière militaire
Après le lycée berlinois du monastère franciscain, Pape entre dans la 7e compagnie de 2e régiment à pied de la Garde en tant que Junker le 17 avril 1830, est promu capitaine en 1850 et major en 1856. De 1856 à 1860, il est directeur de l'école des cadets de Potsdam avant de retourner dans son régiment en tant que commandant de bataillon.

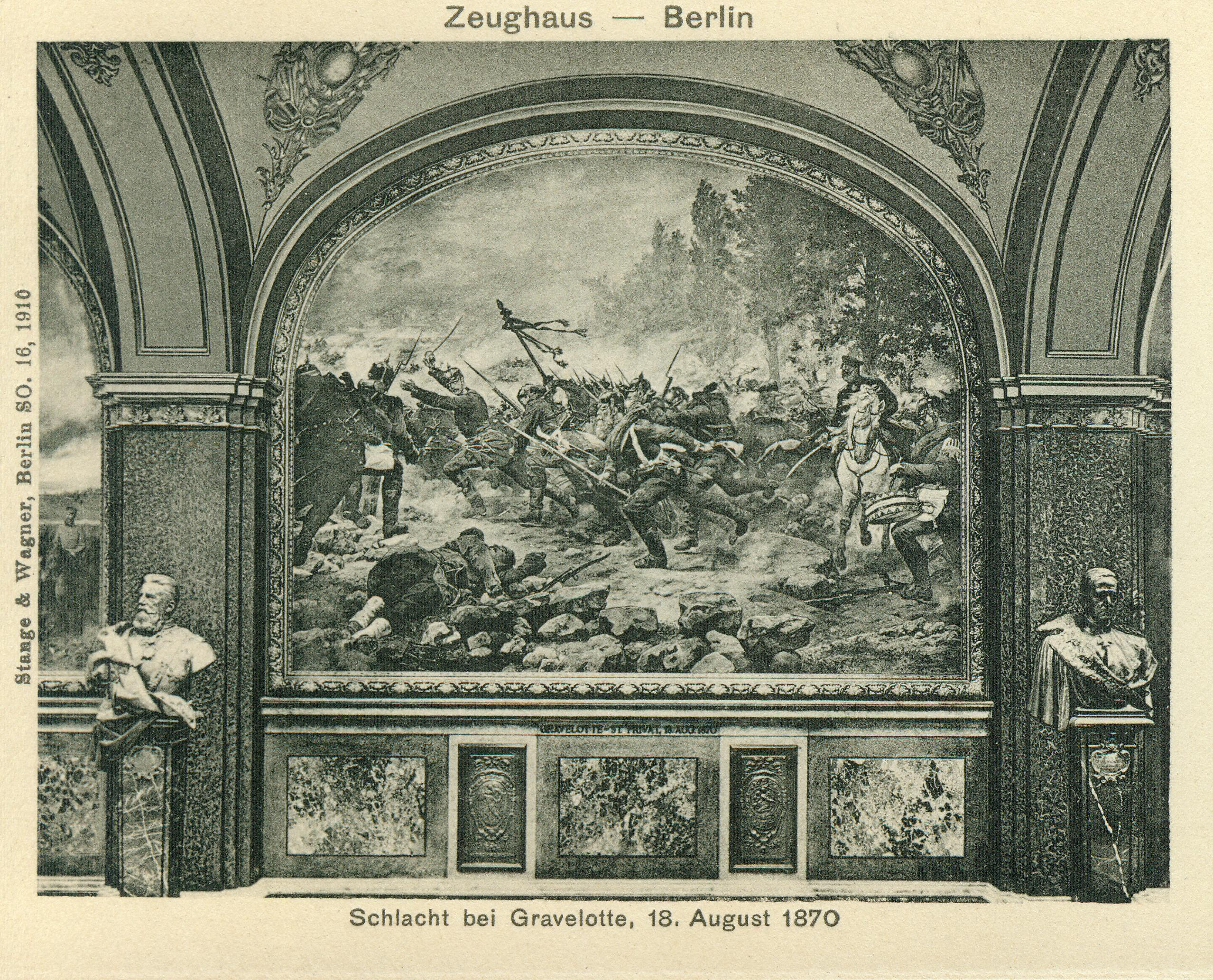
Peinture murale Sturm auf St. Privat, 1870 dans le temple de la renommée de l'arsenal de Berlin par Georg Bleibtreu (1887, détruit en 1945)

Dans la guerre austro-prussienne de 1866, en tant que colonel, il commande le 2e régiment à pied de la Garde, qu'il commande depuis 1863, et participe à la bataille de Sadowa. Pour ses services, Pape obtient l'ordre Pour le Mérite, le commandement de la 2e brigade d'infanterie de la Garde à Potsdam et le 31 décembre 1866 est promu au grade de général de division.
Dans la guerre contre la France en 1870/71, il commande la 1re division de la Garde à Saint-Privat (18 août), à Beaumont, à la bataille de Sedan et au siège de Paris. À l'occasion de la proclamation impériale (de) à Versailles, il est promu lieutenant général. Il reçoit les feuilles de chêne pour le Pour le Mérite le 22 mars 1872.
Le 26 août 1878, le roi Guillaume III des Pays-Bas le nomme commandeur de l'Ordre Militaire de Guillaume. Le 3 février 1880, Pape est promu général d'infanterie et est nommé général commandant du 5e corps d'armée. Le 18 octobre 1881, il reprend le commandement du 3e corps d'armée et le 21 août 1884 du corps de la Garde. Depuis 1885, il est membre permanent de la Commission de défense nationale et la même année, il devient chanoine à Mersebourg pour le défunt maréchal Edwin von Manteuffel. Le 19 septembre 1888, Pape est nommé colonel général avec le grade de Generalfeldmarschall, commandant en chef des Marches et gouverneur de Berlin.
En raison d'une maladie croissante, il doit présenter sa demande de retraite en 1894. Sa demande de retraite ayant été rejetée, Pape est relevé de ses fonctions de commandant en chef des Marches ainsi que de gouverneur de Berlin le 10 janvier 1895 et transféré aux officiers de l'armée, laissant à la suite du 2e régiment à pied de la Garde.
Dans le temple de la renommée (de) de l'armurerie de Berlin, Georg Bleibtreu lui érige un mémorial sur la fresque Assaut sur Saint-Privat, 1870. Elle représente le moment où la 1re division d'infanterie de la Garde commandée par le major général von Pape, prend d'assaut la position française de Saint-Privat, qui a été incendiée par l'artillerie du Corps de la Garde, pendant la bataille de Saint-Privat. Pape est sur un cheval blanc, sabre tiré dans sa main droite, conduisant la colonne d'assaut.
Il est connu pour ses épisodes humoristiques et lapidaires de son enfance et de ses années d'école. Un maître d'école l'a déjà jugé : « Le garçon sera soit un capitaine de brigands, soit un général. “ L'empereur Guillaume II l'appelle plus tard le modèle d'un vieux soldat prussien.

### Famille
Pape se marie le 4 septembre 1841 à Berlin Anna Charlotte Meyer (1819-1900). Les enfants suivants sont nés du mariage :
- Hans (1842-1866), sous-lieutenant prussien
- Anna (1843–1881) mariée en 1868 avec Anton Wehlmann (mort en 1888), major saxon
- Élisabeth (1845-1895)
- Marie (née en 1848)
- Catherine (1853-1857)

## Honneurs
Par décret impérial, la General-Pape-Strasse est nommée en son honneur à Berlin-Tempelhof en 1897, qui est bientôt populairement connu sous le nom de General-Pappkarton-Strasse . Jusqu'en 1918, la rue a été l'emplacement du commandement de district de la Landwehr, où les milliers de recrues qui sont enrôlées viennent toujours avec des boîtes en carton pour envoyer leurs vêtements civils à la maison sous forme de colis après s'être habillées. La station de S-Bahn Gare de Berlin Südkreuz porte jusqu'au 27 mai 2006 le nom "Papestrasse".